# Randy Weston
Randolph Edward "Randy" Weston (født 26. april 1926 i New York City - død 1. september 2018 i Brooklyn, New York, USA) var en amerikansk pianist og komponist.
Weston var som pianist inspireret af Duke Ellington og Thelonious Monk, men også af Art Tatum, Wynton Kelly, Count Basie, Nat King Cole og Earl Hines. Han kom frem i Melba Liston gruppe i 1950´erne, og spillede også med Kenny Dorham, Cecil Payne og senere med Booker Ervin, Roy Brooks, og Charles Mingus. Han kom frem med sine egne grupper med debut lp´en "Cole Porter in a Modern Mood" (1954). Westons kompositioner såsom "Hi Fly" og "Berkshire Blues" der i dag hører til jazzens standard numre er blevet indspillet af b.la. Cannonball Adderley, Art Blakey og Dizzy Gillespie. Han var dybt inspireret af den afrikanske folklore, som han blandede med jazzen, og formidlede spillemæssigt i sine egne grupper fra trioer til kvintetter gennem tiden.

## Diskografi i eget navn
- Cole Porter in a Modern Mood (1954)
- The Randy Weston Trio (1955)
- Get Happy with the Randy Weston Trio (1955)
- With These Hands... (1956)
- Trio and Solo (1955-1956)
- Jazz à la Bohemia (1956)
- The Modern Art of Jazz by Randy Weston (1956)
- Piano á la Mode (1957)
- New Faces at Newport (1958)
- Little Niles (1959)
- Destry Rides Again (1959)
- Live at the Five Spot (1959)
- Uhuru Afrika (1960)
- Highlife (1963)
- Randy (1964)
- Berkshire Blues (1965)
- Blues (1964-1965)
- Monterey '66 (1966)
- African Cookbook (1969)
- Niles Littlebig (1969)
- Blue Moses (1972)
- Tanjah (1973)
- Carnival (1974)
- Informal Solo Piano (1974)
- Blues to Africa (1975)
- African Nite (1975)
- African Rhythms (1975)
- Randy Weston Meets Himself (1976)
- Perspective (1976)
- Rhythms-Sounds Piano (1978)
- Blue (1984)
- The Healers (1987) - med David Murray
- Portraits of Thelonious Monk: Well You Needn't (1989)
- Portraits of Duke Ellington: Caravan (1989)
- Self Portraits: The Last Day (1989)
- The Spirits of Our Ancestors (1991)
- Marrakech in the Cool of the Evening (1992)
- The Splendid Master Gnawa Musicians of Morocco (1992)
- Volcano Blues (1993)
- Saga (1995)
- Earth Birth [featuring Montreal String Orchestra] (1997)
- Khepera (1998)
- Spirit! The Power of Music (1999)
- Ancient Future (2002)
- Live In St. Lucia (2003)
- Nuit Africa (2004)
- Zep Tepi (2006)
- The Storyteller (2009)
- The Roots of the Blues (2013)
- The African Nubian Suite (2017)
- Sound — Solo Piano (2018)

## Udvalg som sideman
- Duet in Detroit (1984) - med Roy Brooks

- Charles Mingus and Friends in Concert (1972) med Charles Mingus